# Wikipedia en turco
La Wikipedia en turco o Vikipedi (en turco: Türkçe Vikipedi) es la edición en el idioma turco de la Wikipedia. Comenzó el 5 de diciembre de 2002 y actualmente tiene 631 522 artículos aproximadamente colocándose como la número 25 de acuerdo a la cantidad de artículos.
La Wikipedia en turco tiene un alto número de usuarios registrados (1 651 682 aprox.), pero solo 15 son administradores.

## Historia
En noviembre de 2006, la Wikipedia en turco fue nominada en la categoría Ciencia para Altın Örümcek Web Ödülleri (Premios Golden Spider Web), que se conocen comúnmente como los «Oscars de la Web» en Turquía. En enero de 2007, la Wikipedia en turco recibió el premio al «Mejor contenido» en este concurso. El premio se entregó en una ceremonia el 25 de enero de 2007 en la Universidad Politécnica de Estambul.
En 2015, un banner  que llamaba la atención sobre el sesgo de género en Wikipedia llamó la atención de los medios turcos.
El 29 de abril de 2017, el gobierno de la República de Turquía bloqueó el acceso a la enciclopedia en todos los idiomas. Si bien las razones del bloqueo no se revelaron, algunos creen que la enciclopedia había sido bloqueada debido a las preocupaciones del gobierno turco sobre los artículos críticos de sus acciones con respecto a la cooperación entre Turquía y el Estado Islámico. Algunos medios de comunicación locales atribuyeron la medida a "contenido relacionado con terrorismo". En diciembre de 2019, la Corte Constitucional de Turquía dictaminó que la prohibición violaba la libertad de expresión. El 15 de enero de 2020, la prohibición se levantó después de 991 días.

## Hitos
- La Wikipedia en turco se lanza en diciembre de 2002.
- La marca de 100 artículos se logra en enero de 2004.
- En julio de 2004 se alcanza la marca de 1000 artículos.
- En abril de 2005, gracias a un crecimiento acelerado en el número de usuarios pasa la marca de los 10 000 artículos en noviembre de 2005.
- El 30 de agosto de 2007, se alcanza la marca de 90 000 artículos y de 100 000 usuarios.
- EL 3 de febrero de 2008 se alcanzan los 100 000 artículos.[10]
- El 9 de diciembre de 2012 se alcanzan los 200 000 artículos.[11]
- El 27 de abril de 2021 se alcanzan los 400 000 artículos.
- El 8 de julio de 2022 se alcanzan los 500 000 artículos.